# خبرگزاری الجزایر
خبرگزاری الجزایر یا وکالة الأنباء الجزائریة (واج) به (انگلیسی: Algeria Press Service) (مخفف انگلیسی: WAJ)، خبرگزاری کشور الجزایر است.
این خبرگزاری اول دسامبر ۱۹۶۱ میلادی تأسیس شده‌است.
تعداد ۴۶۰ تن در این خبرگزاری مشغول فعالیت هستند که ۳۰۰ تن از آنان عناصر خبری اعم از خبرنگار، عکاس، دبیر و سردبیر می‌باشند.
بنابر اعلام صفحه رسمی «واج»، این خبرگزاری روزانه ۶۰۰ خبر داخلی و بین‌المللی منتشر می‌کند.
خبرگزاری الجزایر (واج) ُ عضو اتحادیه خبرگزاری‌های کشورهای عرب (فانا) است.

#### دوران انقلاب الجزایر
این خبرگزاری در دوران انقلاب الجزایر تأسیس شد و در آن زمان به دلیل شرایط جنگی حاکم بر الجزایر، در تونس فعالیت خود را آغاز کرد و از حامیان انقلاب آزادیبخش الجزایر بود.